# Peak envelope power
Peak Envelope Power (ang.) lub PEP – szczytowa wartość obwiedni mocy. PEP jest definiowana jako średnia moc pojedynczego cyklu fali wielkiej częstotliwości w szczycie modulacji w normalnych warunkach pracy.
W przypadku nadajników AM moc szczytową PEP można w prosty sposób opisać dla jednoprążkowego sygnału informacyjnego:
moc średnia za okres sygnału modulującego: {\displaystyle P_{sr}={\frac {{A_{C}}^{2}}{2R_{O}}}\left(1+{\frac {m^{2}}{2}}\right)=P_{C}\left(1+{\frac {m^{2}}{2}}\right),}
moc szczytowa PEP: {\displaystyle P_{PEP}={\frac {(A_{Cmax})^{2}}{2R_{O}}}={\frac {A_{C}{^{2}}(1+m)^{2}}{2R_{O}}}=P_{C}(1+m)^{2},}
gdzie:
{\displaystyle A_{C}} – amplituda nośnej,
{\displaystyle R_{O}} – rezystancja obciążenia nadajnika (rezystancją anteny),
{\displaystyle P_{C}} – moc fali nośnej.
Przy pełnym wymodulowaniu {\displaystyle (m=1),} w dodatnim szczycie modulacji, nadajnik oddaje moc czterokrotnie wyższą od mocy nośnej {\displaystyle (4P_{C}).}
Dla nadajnika AM maksymalna wartość mocy PEP wynosi: {\displaystyle P_{PEP_{max}}=4P_{C},} a maksymalna wartość mocy średniej: {\displaystyle P_{sr_{max}}=1,5P_{C}.}
Przykładowo dla nadajnika o mocy {\displaystyle (P_{C})}=4 W wartości tych mocy wynoszą odpowiednio:
- {\displaystyle P_{PEPmax}} = 16 W,
- {\displaystyle P_{srmax}} = 6 W.

Ze względu jednak na ograniczenie maksymalnej głębokości modulacji {\displaystyle m} do 80% można dopuścić stopień końcowy nadajnika umożliwiający dostarczanie mocy odpowiednio:
- szczytowej {\displaystyle P_{PEPmax}} ≥ 13 W,
- średniej {\displaystyle P_{srmax}} ≥ 5,3 W.